# Gondor
Gondor je naziv kraljevstva koje se pojavljuje u djelima J.R.R. Tolkiena. Gondor je kraljevstvo Dúnedaina kojeg su osnovali Isildur i Anárion, Elendilovi sinovi, nakon pada Númenora. Sam Elendil osnovao je bratsko kraljevstvo Arnor na sjeveru. Gondor je smješten zapadno od Mordora s kojim je bio u dugotrajnom ratu. Samo ime znači "Kamena zemlja" i izvedeno je od Sindarinskih riječi gond (kamen) i  (n)dor (zemlja). 

## Povijest Gondora
Gondor je osnovan 3320. godine Drugog doba, kao i drugo kraljevstvo u progonstvu, Arnor. Osnivači Gondora i Arnora bili su Dunedaini koji su preživjeli uništenje Númenora, tzv. Vjerni. Njihov vođa je bio Elendil, vrhovni kralj Dúnedaina, koji je vladao sjevernim kraljevstvom Arnorom s prijestolnicom u Annúminasu, dok su njegova dva sina, Anárion i Isildur, vladali južnim kraljevstvom Gondorom. 
Anárion i Isildur osnovali su Osgiliath, Tvrdavu zvijezda, kroz koji je tekao Anduin, Velika rijeka. Sam Osgiliath je dugo bio glavni grad Gondora, do 1640. godine Trećeg doba, kada je kralj Tarondor preselio prijestolnicu u Minas Anor (Kula zalazećeg sunca). Minas Anor je 2002. godine Trećeg doba preimenovan u Minas Tirith, Stražarsku kulu. Na granicama Mordora bila je izgrađena druga kula, Minas Ithil (Kula izlazećeg mjeseca), koju su 2002. godine Trećeg doba osvojile Sauronove sluge, kada je preimenovan u Minas Morgul (Kula crnih čini).

## Vladarske loze
Od osnutka Gondora 3320. godine D.D. (Drugog doba) do 2050. godine T.D. (Trećeg doba) Gondorom vladaju ovi kraljevi iz loze Anarionove:
Elendil, (Isildur i) Anárion � D. D. (Drugo Doba) 3440, Meneldil sin Anárionov 158, Cemendur 238, Eärendil 324, Anardil 411, Osother 429, Rómendacil (Tarostar) � 541, Turambar 667, Atanatar I. 748, Siriondil 830.
Zatim slijede četiri "brodokralja":
Tarannon Falastur 913. On je bio prvi kralj bez djece pa ga je naslijedio sin njegova brata Tarciryan. Eärnil I. � 936, Ciryandil � 1015, Hyarmendacil I. (Ciryaher) 1149. Tada je Gondor dosegnuo vrhunac svoje moći.
Atanatar II. Alcarin "Veličanstveni" 1226, Narmacil I. 1294. On je bio drugi kralj bez djece pa ga je naslijedio mlađi brat. Calmacil 1304, Minalcar (regent 1240-1304), okrunjen kao Rómendacil II. 1304, umro 1336. Valacar 1432. U njegovo doba započela je prva velika nesreća u Gondoru, rodbinska zavada.
Eldacar, sin Valacarov (isprva zvan Vinitharya), svrgnut 1437. Castamir Samozvanac � 1447. Eldacar je vraćen na prijestolje, umro 1490.
Aldamir (drugi sin Eldacarov) � 1540, Hyarmendacil II. (Vinyarion) 1621, Minardil � 1634, Telemnar � 1636. Telemnar i sva njegova djeca pomrli su od kuge; naslijedio ga je njegov sinovac, sin Minastana, drugoga sina Minardilova. Tarondor 1798, Telumehtar Umbardacil 1850, Narmacil II. � 1856, Calimehtar 1936, Ondoher � 1944. Ondoher i njegova dva sina poginuli su u boju. Nakon godinu dana, 1945, kruna je pripala pobjedničkom vojskovođi Eärnilu, potomku Telumehtara Umbardacila, Eärnil II. 2043, Eänur � 2050. Tu se prekinula loza kraljeva dok je nije obnovio Elessar Telcontar (Aragorn) 3019.
Nakon Eänurove smrti Gondorom vladaju namjesnici.
Kuca Húrinova: Peneldur 1998. On je vladao godinu dana nakon pada Ondohera i savjetovao Gondoru da odbije Arveduiov zahtjev za krunu. Vorondil Lovac 2029. Mardil Voronwë "Nepokolebljivi", prvi od namjesnika koji su vladali Gondorom. Njegovi nasljednici nisu više uzimali imena plemenitih vilenjaka.
Vladajući namjesnici: Mardil 2080, Eradan 2116, Herion 2148, Belegorn 2204, Húrin I. 2244, Túrin I. 2278, Hador 2395, Barahir 2412, Dior 2435, Denethor I. 2477, Boromir 2489, Cirion 2567. Za njegove vladavine Rohanci su došli u Calenardhon.
Hallas 2605, Húrin II. 2628, Belector I. 2655, Orodreth 2685, Ecthelion I. 2698, Eglamoth 2743, Beren 2763, Beregond 2811, Belecthor II. 2872, Thorondir 2882, Túrin II. 2914, Turgon 2953, Ecthelion II. 2984, Denethor II. 3019. On je bio posljednji namjesnik koji je vladao Gondorom, a naslijedio ga je njegov sin Faramir, gospodar Emyn Arnena, namjesnik kralja Elessara (Aragorna), Četvrto Doba 82.

## Kraljevstvo Gondor kroz doba

### Drugo doba
Kraljevstvo Gondor u Drugom dobu je bilo južno kraljevstvo kojim su vladali Anárion i Isildur. Gondor se tada širio od doline Anduina do utvrda daleko na zapadu kao što su Erech, Aglrond i nesalomljivi toranj Orthanc, u kojem je bio jedan palantir. Istočna granica Gondora bila je planina Ephel Duath (Sumračno gorje) i to je bila granica s Mordorom, Sauronovim carstvom. Južni Ithilien je bio južna granica Gondora u Drugom dobu, dok je područje Rohana bila sjeverna granica Gondora.

### Treće doba
Treće doba je doba velike ekspanzije Gondora (početak Trećeg doba, vladavina Anárinovih nasljednika), ali također i doba velikih gubitaka teritorija (od sredine Trećeg doba što se nastavlja do vladavine posljednjeg namjesnika Denethora II).
Gondor nije pretrpio toliki broj žrtava kao Arnor na kraju Posljednjeg saveza (nazvan tako jer su vilenjački kralj Gil-galad i Elendil sklopili taj savez s ciljem da poraze Saurona), a i stanovništvo Gondora je bilo brojnije. Iz originalne jezgre duž Anduina Gondor se proširio tako da je teritorijalno dosegao najveću površinu. Proširenje je uključivalo sve zemlje zapadno do Sivotoka/Sirannona; sjeverno duž Anduina do Celebrantskog polja; istočno do Rhunskog mora; i (iskljucujuci Mordor) južno od rijeke Harnen i duž Umbarske obale. Bliski Harad je bio Gondorska vazalna provincija, koju je 1050. Treceg doba osvojio kraj Hyarmendacil I.
Sredinom Trećeg doba, zbog rodbinskog razdora i rata koji je on prouzročio (započeo 1432. godine Trećeg doba, smrću kralja Valacara), Velike kuge koja je trajala od 1636. – 37. godine Trećeg doba, napada Neprijatelja i njegovih slugu, Gondor gubi veliki dio svog teritorija koji su stekli. 
Za vrijeme vladavine namjesnika Denethora II. i Rata za prsten teritorij Gondora obuhvaća ove pokrajine (zemljopisno poredane od sjeverozapada prema jugoistoku):

- Anórien (Sunčana zemlja)

- Sjeverni Ithilien

- Lamedon

- Lossarnach

- Anfalas/Langstrand (Duga obala)
 
- Lebennin

- Južni Ithilien (Mjesečeva zemlja)

- Belfas

- Južni Gondor/Harondor (sporna i pusta zemlja)

### Četvrto doba
Početkom Četvrtog doba i početkom vladavine kralja Elessara Telcontara (Aragorna) Gondor i Arnor se ujedinjuju u jedinstveno kraljevstvo zajedno sa svim pripadajućim teritorijalnim jedinicama, isključujući Shire i Druadansku šumu koje su bile enklave, te Rohan, bivši teritoriji Gondora koji je 2510. Cirion poklonio Eorlu Mladom zbog pomoći u bitki na Celebrantskim poljima, a Aragorn je Eomeru potvrdio taj dar.